# Estação Barros Filho
Barros Filho é uma estação do ramal ferroviário de Belford Roxo, operado pela SuperVia. A estação se situa no bairro homônimo da Zona Norte do Rio de Janeiro.

## História
A estação de  Barros Filho, cujo nome homenageava o filho do fazendeiro que cedeu terras de sua fazenda Boa Esperança, Antonio da Costa Barros, para a construção da linha, foi inaugurada em 1908.